# Harry A. Pollard
Harry A. Pollard (Republic, 23 gennaio 1879 – Pasadena, 6 luglio 1934) è stato un attore, regista cinematografico e sceneggiatore statunitense che ha partecipato alla lavorazione di oltre 300 film. La sua carriera si svolge essenzialmente all'epoca del muto. Realizza uno dei primi adattamenti per lo schermo di una commedia musicale di Broadway con Mississipi.
Era sposato con l'attrice Margarita Fischer (1886–1975).

## Biografia
Pollard iniziò la sua carriera come attore ai Selig Studios. Nel 1913, ricoprì il ruolo di zio Tom in La capanna dello zio Tom di Otis Turner film che riprenderà nel 1927 quando, per la Universal ne girerà da regista il remake (Uncle Tom's Cabin) con l'interpretazione della moglie Margarita nel ruolo di Eliza (nel film precedente, l'attrice aveva avuto il ruolo di Topsy).
Nel 1916, dopo 83 film, Pollard lasciò definitivamente la carriera di attore (la sua ultima interpretazione fu in The Pearl of Paradise - film prodotto dalla sua compagnia, la Pollard Picture Plays Corporation - preferendo dedicarsi principalmente alla regia (in tutto, ha diretto 107 pellicole). Firmò anche 18 sceneggiature e produsse 8 film.
Nel 1929, insieme a Arch Heath (non accreditato), diresse la prima versione di Mississipi con Laura La Plante e con Florenz Ziegfeld produttore del musical di Broadway. 
Il suo ultimo lavoro di una certa importanza fu A Feller Needs a Friend per la MGM, con Jackie Cooper.
Lasciò definitivamente il cinema con Il levriero del mare (Fast Life) ma il suo nome non appare nei titoli di testa se non come produttore del film.
Pollard è stato sposato all'attrice Margarita Fischer (1886-1975) con cui ha lavorato sia a teatro, sia al cinema fin dagli esordi nel 1910.
Morto nel 1934, Pollard venne sepolto al Forest Lawn Memorial Park di Glendale.

## Filmografia
La filmografia - basata su IMDb - è completa

### Regista
- Nothing Shall Be Hidden – cortometraggio (1912)
- Love, War and a Bonnet  (1912)
- Big Hearted Jim (1912)
- On the Border Line – cortometraggio (1912)
- The Regeneration of Worthless Dan – cortometraggio (1912)
- Romance and Reality – cortometraggio (1912)
- The Rights of a Savage (1912)
- The Mountain Girl's Self-Sacrifice – cortometraggio (1912)
- Why Rags Left Home (1913)
- Bobby's Magic Nickel  (1913)
- The Village Blacksmith – cortometraggio (1913)
- Flesh of His Flesh – cortometraggio (1913)
- Freckles' Fight for His Bride  (1913)
- Withering Roses – cortometraggio (1914)
- Fooling Uncle – cortometraggio (1914)
- Bess, the Outcast – cortometraggio (1914)
- Sally's Elopement – cortometraggio (1914)
- The Wife – cortometraggio (1914)
- The Sacrifice – cortometraggio (1914)
- The Professor's Awakening – cortometraggio (1914)
- Italian Love – cortometraggio (1914)
- Closed at Ten – cortometraggio (1914)
- The Girl Who Dared – cortometraggio (1914)
- The Peacock Feather Fan – cortometraggio (1914)
- Sweet Land of Liberty – cortometraggio (1914)
- Retribution – cortometraggio (1914)
- Mlle. La Mode – cortometraggio (1914)
- A Flurry in Hats – cortometraggio (1914)
- Eugenics Versus Love – cortometraggio (1914)
- Her Heritage – cortometraggio (1914)
- The Courting of Prudence – cortometraggio (1914)
- Jane, the Justice – cortometraggio (1914)
- Drifting Hearts – cortometraggio (1914)
- Nancy's Husband – cortometraggio (1914)
- The Dream Ship – cortometraggio (1914)
- The Tale of a Tailor – cortometraggio (1914)
- Via the Fire Escape – cortometraggio (1914)
- The Other Train – cortometraggio (1914)
- A Joke on Jane – cortometraggio (1914)
- Her 'Really' Mother – cortometraggio (1914)
- A Midsummer's Love Tangle – cortometraggio (1914)
- A Suspended Ceremony – cortometraggio (1914)
- Suzanna's New Suit – cortometraggio (1914)
- The Silence of John Gordon – cortometraggio (1914)
- Susie's New Shoes – cortometraggio (1914)
- A Modern Othello – cortometraggio (1914)
- The Motherless Kids – cortometraggio (1914)
- Break, Break, Break – cortometraggio (1914)
- The Only Way – cortometraggio (1914)
- Caught in a Tight Pinch – cortometraggio (1914)
- The Legend of Black Rock – cortometraggio (1914)
- Nieda – cortometraggio (1914)
- Motherhood – cortometraggio (1914)
- When Queenie Came Back – cortometraggio (1914)
- The Quest (1915)
- The Problem – cortometraggio (1915)
- The Girl from His Town (1915)
- Infatuation (1915)
- The Miracle of Life (1915)
- The Dragon (1916)
- The Pearl of Paradise (1916)
- Miss Jackie of the Navy (1916)
- The Devil's Assistant (1917)
- The Girl Who Couldn't Grow Up (1917)
- The Danger Game (1918)
- Which Woman?, co-regia di Tod Browning (1918)
- The Invisible Ray - serial (1920)
- Let's Go  (1922)
- Round Two   (1922)
- Payment Through the Nose   (1922)
- A Fool and His Money   (1922)
- The Taming of the Shrewd   (1922)
- Whipsawed   (1922)
- Trimmed   (1922)
- The Loaded Door (1922)
- Confidence   (1922)
- Young King Cole   (1922)
- He Raised Kane  (1922)
- The Chickasha Bone Crusher  (1923)
- When Kane Met Abel
- Strike Father, Strike Son  (1923)
- Joan of Newark  (1923)
- Trifling with Honor  (1923)
- The Wandering Two  (1923)
- The Widower's Mite  (1923)
- Don Coyote  (1923)
- Something for Nothing  (1923)
- Columbia, the Gem, and the Ocean (1923)
- Barnaby's Grudge  (1923)
- Sporting Youth  (1924)
- The Empty Stall  (1924)
- The Reckless Age  (1924)
- Ssst... silenzio! (K - The Unknown) (1924)
- Oh, Doctor! (1925)
- I'll Show You the Town  (1925)
- California Straight Ahead  (1925)
- The Cohens and Kellys   (1926)
- Poker Faces (1926)
- Uncle Tom's Cabin  (1927)
- Mississipi (Show Boat) (1929)
- Tonight at Twelve  (1929)
- Il faro delle tempeste (Undertow)  (1930)
- Great Day, co-regia di Harry Beaumont - film incompiuto  (1930)
- The Prodigal  (1931)
- Fiamme sul mare (Shipmates) - non accreditato  (1931)
- When a Fellow Needs a Friend  (1932)
- Il levriero del mare (Fast Life) non accreditato (1932)

### Sceneggiatore
- The Thirst for Gold, regia di Edward LeSaint  (1912)
- The Awakening, regia di Allan Dwan – cortometraggio (1913)
- Fooling Uncle, regia di Harry A. Pollard – cortometraggio (1914)
- Bess, the Outcast, regia di Harry A. Pollard – cortometraggio, sceneggiatura (1914)
- Sally's Elopement, regia di Harry A. Pollard - scenario (1914)
- The Wife, regia di Harry A. Pollard – cortometraggio (1914)
- The Sacrifice, regia di Harry A. Pollard – cortometraggio (1914)
- Jane, the Justice, regia di Harry A. Pollard – cortometraggio, sceneggiatura (1914)
- The Other Train, regia di Harry A. Pollard – cortometraggio (1914)
- A Joke on Jane, regia di Harry A. Pollard – cortometraggio, sceneggiatura (1914)
- The Silence of John Gordon, regia di Harry A. Pollard – cortometraggio, sceneggiatura (1914)
- Damages Goods, regia di Tom Ricketts - adattamento (1914)
- The Legend of Black Rock, regia di Harry A. Pollard – cortometraggio, sceneggiatura (1914)
- The Pearl of Paradise, regia di Harry A. Pollard - soggetto (1916)
- The Girl Who Couldn't Grow Up, regia di Harry A. Pollard - sceneggiatura (1917)
- Let's Go, regia di Harry A. Pollard - scenario (1922)
- California Straight Ahead, regia di Harry A. Pollard  (1925)
- The Cohens and Kellys, regia di Harry A. Pollard - adattamento (1926)
- Uncle Tom's Cabin, regia di Harry A. Pollard (1927)
- Mississipi (Show Boat), regia di Harry A. Pollard - dialoghi (1929)
- Tonight at Twelve, regia di Harry A. Pollard - adattamento, sceneggiatura (1929)

### Attore
- Two Lucky Jims, regia di Frank Beal – cortometraggio (1910)
- The Squaw and the Man, regia di Frank Beal  (1910)
- The Tenderfoot's Round-Up, regia di Frank Beal (1911)
- An Arizona Romance, regia di Frank Beal (1911)
- The Mission in the Desert, regia di Frank Beal (1911)
- The Worth of a Man, regia di J. Farrell MacDonald (1912)
- Who Wears Them?, regia di J. Farrell MacDonald – cortometraggio (1912)
- The Rose of California, regia di Francis J. Grandon (1912)
- The Call of the Drum, regia di Francis J. Grandon (1912)
- Better Than Gold
- The Tankville Constable, regia di Francis J. Grandon – cortometraggio (1912)
- The Baby, regia di Francis J. Grandon (1912)
- Squnk City Fire Company, regia di Francis J. Grandon (1912)
- Where Paths Meet, regia di Edward LeSaint (1912)
- The Dove and the Serpent, regia di Francis J. Grandon (1912)
- A Change of Stripes, regia di Francis J. Grandon – cortometraggio (1912)
- False to Both, regia di Francis J. Grandon – cortometraggio (1912)
- A Melodrama of Yesterday, regia di F.J. Grandon (1912)
- On the Shore, regia di Francis J. Grandon – cortometraggio (1912)
- The Land of Promise, regia di E.J. Le Saint (1912)
- Jim's Atonement, regia di Edward LeSaint (1912)
- The Thirst for Gold, regia di Edward J. Le Saint (1912)
- The Return of Captain John, regia di Francis J. Grandon – cortometraggio (1912)
- Nothing Shall Be Hidden, regia di Harry A. Pollard (1912)
- Love, War and a Bonnet regia di Harry A. Pollard (1912)
- The Parson and the Medicine Man, regia di Edward LeSaint (1912)
- Hearts in Conflict, regia di Edward LeSaint – cortometraggio (1912)
- Big Hearted Jim, regia di Harry A. Pollard (1912)
- Her Burglar – cortometraggio (1912)
- On the Border Line, regia di Harry A. Pollard (1912)
- The Exchange of Labels – cortometraggio (1912)
- The Employer's Liability, regia di Henry Otto – cortometraggio (1912)
- Betty's Bandit, regia di Henry Otto (1912)
- A White Lie (1912)
- A Fight for Friendship
- The Mountain Girl's Self-Sacrifice, regia di Harry A. Pollard – cortometraggio (1912)
- The Padre's Gift – cortometraggio (1912)
- In a Strange Land
- Black Jack's Atonement
- Bobby's Magic Nickel, regia di Harry A. Pollard (1913)
- The Village Blacksmith, regia di Harry A. Pollard – cortometraggio (1913)
- Uncle Tom's Cabin, regia di Otis Turner (1913)
- How Freckles Won His Bride – cortometraggio (1913)
- Freckles' Fight for His Bride, regia di Harry A. Pollard (1913)
- What Happened to Freckles, regia di Edwin August – cortometraggio (1913)
- Withering Roses, regia di Harry A. Pollard (1914)
- Fooling Uncle, regia di Harry A. Pollard (1914)
- Bess, the Outcast, regia di Harry A. Pollard – cortometraggio (1914)
- Sally's Elopement, regia di Harry A. Pollard (1914)
- The Wife, regia di Harry A. Pollard – cortometraggio (1914)
- The Sacrifice, regia di Harry A. Pollard – cortometraggio (1914)
- The Professor's Awakening, regia di Harry A. Pollard – cortometraggio (1914)
- Italian Love, regia di Harry A. Pollard – cortometraggio (1914)
- Closed at Ten, regia di Harry A. Pollard – cortometraggio (1914)
- The Girl Who Dared , regia di Harry A. Pollard – cortometraggio (1914)
- The Peacock Feather Fan, regia di Harry A. Pollard – cortometraggio (1914)
- Sweet Land of Liberty, regia di Harry A. Pollard – cortometraggio (1914)
- Retribution, regia di Harry A. Pollard – cortometraggio (1914)
- Mlle. La Mode, regia di Harry A. Pollard – cortometraggio (1914)
- The Man Who Came Back, regia di Henry Harrison Lewis – cortometraggio (1914)
- A Flurry in Hats, regia di Harry A. Pollard – cortometraggio (1914)
- Eugenics Versus Love, regia di Harry A. Pollard – cortometraggio (1914)
- Her Heritage, regia di Harry A. Pollard – cortometraggio (1914)
- The Courting of Prudence, regia di Harry A. Pollard – cortometraggio (1914)
- Drifting Hearts, regia di Harry A. Pollard – cortometraggio (1914)
- Nancy's Husband, regia di Harry A. Pollard – cortometraggio (1914)
- The Dream Ship, regia di Harry A. Pollard – cortometraggio (1914)
- The Tale of a Tailor, regia di Harry A. Pollard – cortometraggio (1914)
- The Other Train, regia di Harry A. Pollard – cortometraggio (1914)
- A Joke on Jane, regia di Harry A. Pollard – cortometraggio (1914)
- Her 'Really' Mother, regia di Harry A. Pollard – cortometraggio (1914)
- A Midsummer's Love Tangle, regia di Harry A. Pollard – cortometraggio (1914)
- A Suspended Ceremony, regia di Harry A. Pollard – cortometraggio (1914)
- Suzanna's New Suit, regia di Harry A. Pollard – cortometraggio (1914)
- The Silence of John Gordon, regia di Harry A. Pollard – cortometraggio (1914)
- Susie's New Shoes, regia di Harry A. Pollard – cortometraggio (1914)
- A Modern Othello, regia di Harry A. Pollard (1914) – cortometraggio (1914)
- The Motherless Kids, regia di Harry A. Pollard – cortometraggio (1914)
- The Only Way, regia di Harry A. Pollard – cortometraggio (1914)
- Caught in a Tight Pinch, regia di Harry A. Pollard – cortometraggio (1914)
- Nieda, regia di Harry A. Pollard – cortometraggio (1914)
- Motherhood, regia di Harry A. Pollard – cortometraggio (1914)
- Cupid and a Dress Coat – cortometraggio (1914)
- The Quest, regia di Harry A. Pollard  (1915)
- Infatuation, regia di Harry A. Pollard (1915)
- The Pearl of Paradise, regia di Harry A. Pollard (1916)

### Produttore
- The Pearl of Paradise, regia di Harry A. Pollard (1916)
- Miss Jackie of the Navy, regia di Harry A. Pollard (1916)
- The Devil's Bait, regia di Harry Harvey  (1917)
- The Devil's Assistant, regia di Harry Pollard (1917)
- Uncle Tom's Cabin, regia di Harry A. Pollard (1927)
- Tonight at Twelve, regia di Harry A. Pollard  (1929)
- Fiamme sul mare (Shipmates), regia di Harry A. Pollard  (1931)
- When a Fellow Needs a Friend, regia di Harry A. Pollard (1932)
- Il levriero del mare (Fast Life), regia di Harry A. Pollard (non accreditato) ([932)

### Film o documentari dove appare Pollard
- Ça c'est du cinéma, regia di Claude Accursi e Raymond Bardonnet - materiale d'archivio (1951)